# Англосаксонский Лондон
История англосаксонского Лондона — это история города Лондон во время правления англосаксов, которое продолжалось с V века до завоевания Англии норманнами в 1066 году.

## Ранние заселения
После падения власти римлян над римским городом, стратегическое значение территории вокруг Темзы не позволило ей долго оставаться пустующей. Так что с конца V века англосаксы начали заселять район Лондона.
Почти не существует достоверных доказательств того, что происходило вокруг Лондона в период с 450 по 600 года. Хотя ранние англосаксонские поселенцы избегали зоны, прилегающей к Лондиниуму, в небольших масштабах существовали поселения по обе стороны реки. Хотя не существует современных исторических данных, но область в течение некоторого времени должна была выполнять роль границы между англосаксами и бриттами.

## Люнденвик
После ухода римлян остались городские стены, однако англосаксы не стали селиться на этом месте. Они основали поселение западнее: в VII веке около 1,6 км от прежнего римского Лондиниума (называемого англосаксами Люнденбург), предположительно в устье реки Флит были созданы деревня и торговый центр, названные Люнденвик.
В начале VIII века Люнденвик был описан у Беды Достопочтенного как «торговый центр для многих народов, которые посещают его с моря и с суши». В древнеанглийском языке суффикс вик означал 'торговый город', так что Люнденвик значило «лондонский торговый город».
На протяжении многих лет археологи были озадачены местонахождением англосаксонских поселений, так как они не могли найти поселений внутри римских городских стен. Однако в 1980-х годах, Лондон был 'вновь открыт' после обширных независимых раскопок археологов Алана Винса и Мартина Билла. Недавние раскопки в районе Ковент-Гардена показали обширное англосаксонское поселение, основанное в VII веке.
Около 600 года англосаксонская Англия разделилась на несколько мелких королевств. Этот период английской истории позже стал известен как гептархия. В середине VI века, Лондон стал частью королевства Эссекс, которое вскоре расширилось на запад до Сент-Олбанса и включило в себя Мидлсекс и Суррей.
В 604 году Саберт перешёл в христианство и в Лондон прибыл Меллит, первый лондонский епископ пост-римского периода. В это время в Эссексе правил Этельберт Кентский, и под его покровительством Меллит основал Собор Святого Павла. Считается, что собор был основан на месте старого римского храма Дианы (хотя Кристофер Рен не обнаружил никаких доказательств этому). Это была только скромная церковь, и, возможно, её разрушили после изгнания Меллита в 616 году сыновья Саберта, бывшие язычниками. Христианство вернулось в Лондон в 675 году, когда Архиепископ Кентерберийский Феодор Кентерберийский установил в Лондоне епископство.
Люнденвик попал под прямой контроль Мерсии около 670 года, а Эссекс стал постепенно уменьшать свои размеры и положение. После смерти Оффы в 796 году, он стал предметом спора между Мерсией и Уэссексом.

## Атаки викингов
Лондон подвергался атакам викингов, которые особенно участились с 830 года. Он был атакован во время рейда викингов в 842 году. Это нападение было описано в хронике как «великая резня». В 851 году на Лондон напал другой отряд, предположительно состоявший из 350 кораблей.
В 865 году большая великая языческая армия вторглась на территорию маленького королевства Восточная Англия. Они завоевали Восточную Англию, Мерсию и Нортумбрию и почти захватили полный контроль над всей англосаксонской территорией. К 871 году они дошли до Лондона и зимой того же года расположились лагерем у римских крепостных стен. Хотя в точности не известно, что происходило в это время, возможно, что Лондон на некоторое время попал под владычество викингов.
В 878 году западносаксонское войско во главе с Альфредом Великим разбило армию викингов в битве при Эдингтоне, и их вождь Гутрум попросил мира. Согласно «Ведморскому соглашению» или «Договору Альфреда и Гутрума» Англия делилась и создавалась контролируемая Данией территория, названная Данелаг.

## Люнденбург
В 886 году Альфред занял территорию Лондона и снова превратил его в населенное место. Для обороны королевства он начал сооружать укрепленные поселения, которые в англосаксонском языке назывались «burh». Лондон стал одним из таких поселений под именем Люденбург (Ludenburh), Альфред восстановил римские стены и добавил новые. Был прорыт новый ров. Эта реконструкция положила начало сегодняшнему Лондонскому Сити, чьи границы и в наше время отчасти определяются старыми стенами.
Люнденбург быстро оказался в центре внимания, и основное поселение опять переместилось в пределы римских стен. Люнденвик скоро оказался полузаброшен и стал называться Элдвик, («старый порт»), что дошло до наших дней как Олдвич.

## Лондон X века
Альфред назначил правителем Лондона своего вассала Этельреда, наследника уничтоженной Мерсии, и создал два боро для защиты моста, который, вероятно, был восстановлен в то же время. С южной стороны моста это был Саутуарк или Suthringa Geworc. С тех пор Лондон отличался от других городов Англии своей особенной системой самоуправления.
После смерти Этельреда Лондон оказался под непосредственным контролем английского короля. Множество земель отвоевал у датчан сын Альфреда Эдуард Старший. К началу X века Лондон стал важным торговым центром. Несмотря на то, что политическим центром Англии был Уинчестер, Лондон становился очень важным городом для Англии. Король Этельстан провёл множество собраний витенагемота в Лондоне и издал оттуда свои законы, в то время как король Этельред Неразумный издал законы Лондона в 978 году.

## Возвращение викингов
Во время правления Этельреда викинги, во главе со Свеном Вилобородым, возобновили свои набеги из Дании. Они неудачно атаковали Лондон в 994 году, но всё время возвращались снова. В 1013 году Лондон был подвергнут длительной осаде и Этельреду пришлось бежать. Свен умер, но его сын Кнуд продолжил атаки и в следующем году взял Лондон.
Этельред вернулся с войсками своего союзника Олавом и отбил Лондон. Норвежская сага так рассказывает о произошедшей битве. Датчане выстроились на Лондонском мосту и осыпали нападавших копьями. Не испугавшись, атакующие сняли с ближних домов крыши и, находясь на кораблях, укрывались ими. Защищённые, они смогли подобраться к мосту настолько близко, чтобы прикрепить к мосту верёвки, сбросить викингов, и освободить Лондон от оккупации.
После смерти Этельреда в 1016 году его сын Эдмунд Железнобокий был объявлен королём. Викинги вернулись и снова осадили Лондон. Поначалу Лондон выдерживал осады, но Эдмунд был вынужден разделить власть с Кнудом. После смерти Эдмунда, Кнуд стал единственным королём Англии. После него правили ещё два датских короля, Гарольд I и Хардекнуд, а затем саксонская династия была восстановлена, когда в 1042 году на трон взошёл сын Этельреда II Эдуард Исповедник.

## Город перед нормандским вторжением
После смерти Эдуарда не осталось чётких наследников, и герцог Вильгельм Нормандский заявил о своих правах на трон. Но английский витенагемот после совещания избрал королём Гарольда Годвинсона. Гарольд был коронован в Вестминстерском аббатстве. Возмущённый этим Вильгельм вторгся в Англию. Гарольд был убит в битве при Гастингсе. Уцелевшие члены «витана» встретились в Лондоне и избрали новым королём молодого Эдгара Этелинга. Норманны продвинулись по южному берегу Темзы и встали напротив Лондона. Они победили английское войско и сожгли Саутворк, но не смогли взять штурмом мост. Они продвинулись вверх по течению и перешли реку, чтобы напасть на Лондон с северо-запада. Решимость англичан рухнула, и представители города вместе с аристократами и священниками вышли навстречу Вильгельму, чтобы проводить его в Беркхамстед. По некоторым данным, произошло несколько стычек, когда норманны дошли до города. Вильгельм был коронован в Вестминстерском аббатстве.